# Hoplophoneus

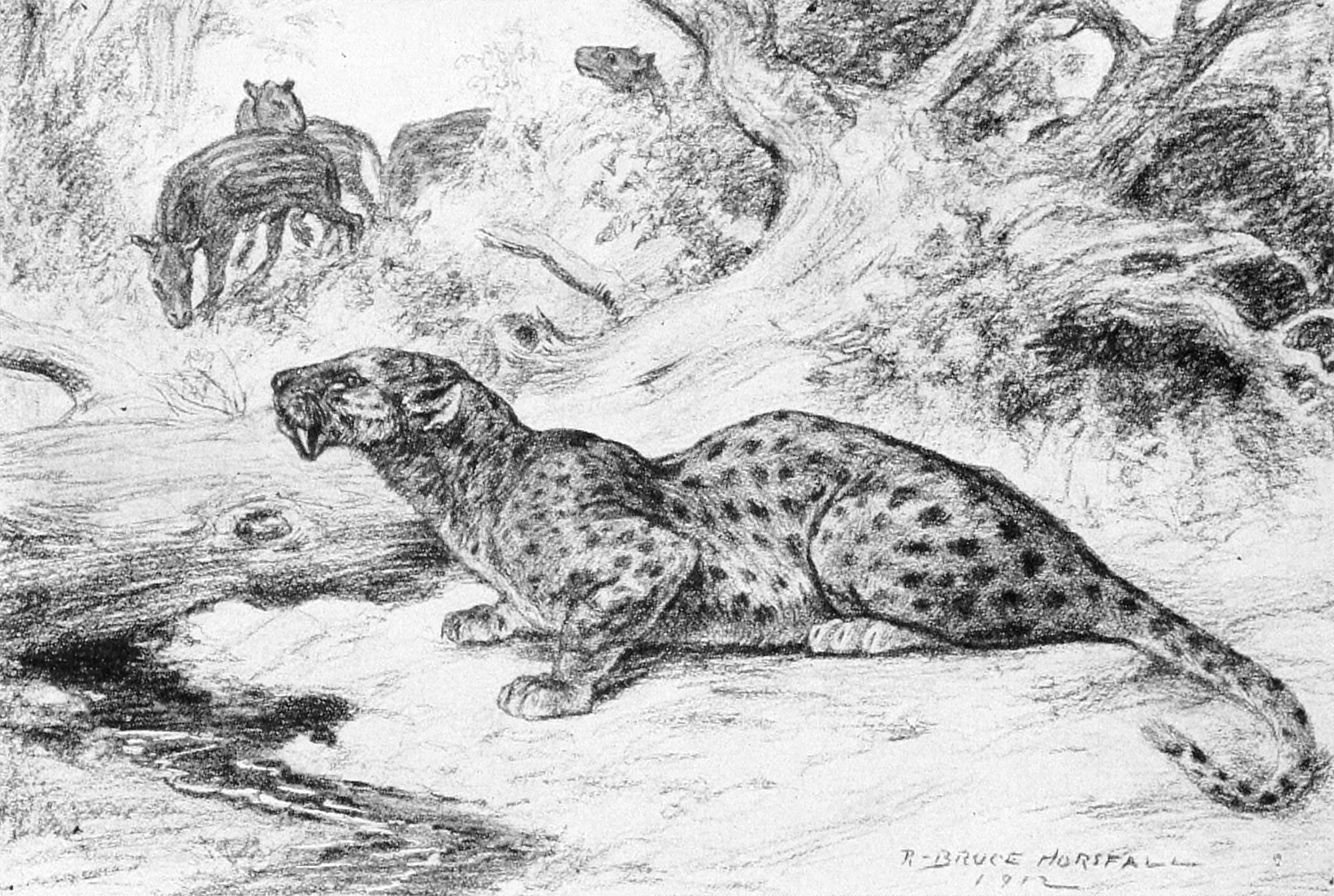
Zeichnung von Hoplophoneus

Hoplophoneus ist eine ausgestorbene Gattung großer, katzenartiger Raubtiere, die zur Familie der Nimravidae gehörte. Hoplophoneus existierte im oberen Eozän und im Oligozän. Fossilien sind vor allem aus Nordamerika bekannt, wurden aber auch aus Asien beschrieben. Der Räuber erinnerte im Erscheinungsbild stark an die späteren Säbelzahnkatzen, war aber nicht näher mit diesen verwandt.

## Merkmale
Der Körperbau von Hoplophoneus erinnerte stark an den von Katzen, die erst viel später erschienen. Der Körperbau war sehr muskulös, was der robuste Knochenbau zeigt. Die oberen Eckzähne waren stark verlängert, ähnlich wie bei den späteren Säbelzahnkatzen im engeren Sinne (Machairodontinae). Ein Flansch am Unterkiefer schützte jeden der beiden Säbelzähne. Die Gliedmaßen waren relativ kurz, die Wirbelsäule, und damit der Körper an sich, im Vergleich zu Katzen sehr lang gestreckt. Damit war Hoplophoneus insgesamt recht niedrig, aber lang und massig gebaut. Hoplophoneus mentalis etwa besaß lediglich eine Schulterhöhe von etwa 50 cm, war aber insgesamt sicher größer als ein Leopard.

## Arten und Verbreitung
Eine der frühesten Arten war Hoplophoneus mentalis aus dem späten Eozän Nordamerikas. Diese Art war größer als ein Leopard und hatte bereits stark verlängerte obere Eckzähne. Bei der relativ kleinen, etwa leopardengroßen Art Hoplophoneus occidentalis waren die oberen Eckzähne dagegen nur mäßig verlängert.
Fossilien von Hoplophoneus sind auch aus dem oberen Eozän Thailands bekannt. Die beiden großen, nordamerikanischen Arten, Eusmilus sciarius und Eusmilus dakotensis werden je nach Autor zu Eusmilus oder ebenfalls zu Hoplophoneus gezählt.